# هابي بيرثداي (أغنية بيت تاونشيند)
هابي بيرثداي (بالإنكليزية: Happy Birthday - عيد ميلاد سعيد) هو ألبوم مشترك من تأليف بيت تاونشيند، عازف الجيتار في فريق «ذا هو»، ورفاقه، بما في ذلك رني لاين. تم إنتاجه وأفرج عنه في عام 1970 من قبل الرابطة الروحية العالمية.
تم إصدار الألبوم في الأصل في فبراير عام 1970 (في ذكرى عيد ميلاد مهير بابا في 25 فبراير) كأول ألبوم في سلسلة من ألبومات التكريم المخصصة لمعلم بيت تاونشين الروحي مهيار بابا.
تم إنتاج حوالي 2500 نسخة في إصدار 1970 الأصلية.
أعيد إصدار الألبوم بأعداد مشابهة في عام 1977.
ألبومات لاحقة أصدرها بيت تاونسند ورفاقه والتي كرست لذكرى مهير بابا شملت "أنا (I am)، مع الحب (With Love)، والرمزية (Avatar). لاحقا، أنتجت مجموعة من الألبومات الثلاثة السابقة باسم جاي بابا (Jai Baba). ظهرت عدة أغاني الألبوم في اسطوانة عام 1972 بعنوان "من أتى أولا" (Who Came First).

## روابط خارجية
- كلمات الاغاني
- بيت تاونشيد، ألبوم منفرد
- البومات بيت تاونسند في تكريم مهير بابا